# Barbus kersin
 Barbus kersin és una espècie de peix cipriniforme de la família dels ciprínids que es troba a Àsia.